# Emmanuel Crétet

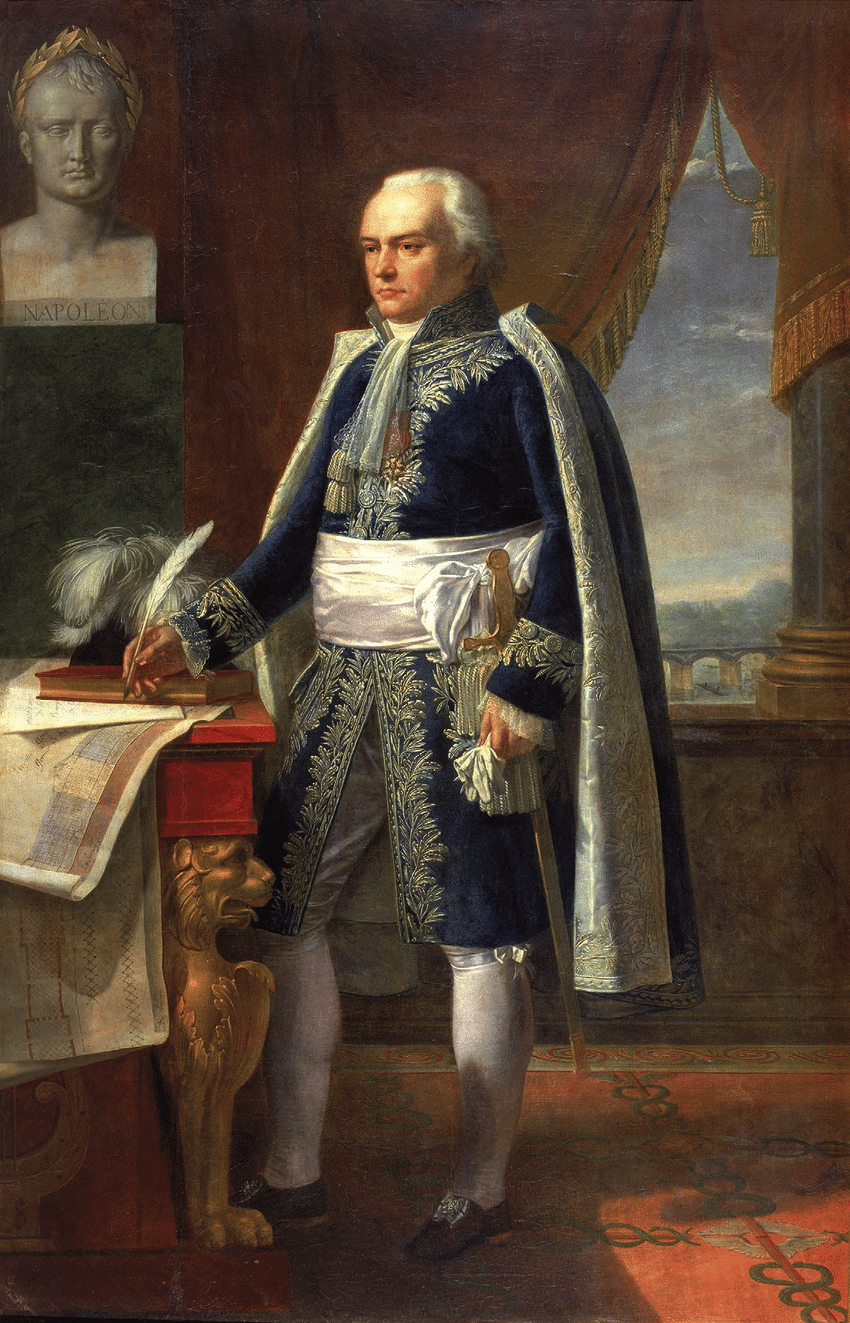
Emmanuel Crétet, Comte de Champmol

Emmanuel Crétet, Comte de Champmol (* 10. Februar 1747 in Le Pont-de-Beauvoisin; † 28. November 1809 in Paris), war ein französischer Kaufmann, Finanzier und Politiker. Er war der erste Gouverneur der Banque de France.

## Leben
Emmanuel Crétet wurde am 10. Februar 1747 in Le Pont-de-Beauvoisin geboren. Er war das jüngste von sechs Kindern eines Holzhändlers und erhielt eine Schulausbildung bei Oratorianern in Montbonnot-Saint-Martin bei Grenoble. Von den Auswirkungen der Französischen Revolution war er enttäuscht und erwarb 1791 ein Landgut im ehemaligen Kartäuserkloster von Champmol, wohin er sich zurückzog.
Crétet wurde Mitglied der Parlamentskammer Rat der Alten (Conseil des Anciens). Vom 23. September bis 22. Oktober 1797 leitete er den Rat der Alten als Präsident. Er unterstützte Napoleons Staatsstreich vom 9. November 1799. Am 25. April 1806 wurde er von Napoleon zum ersten Gouverneur der Banque de France ernannt und bekleidete dieses Amt bis zum 9. August 1807, worauf er Innenminister wurde. Er wurde zum Kommandeur der Ehrenlegion ernannt und Napoleon ernannte ihn am 26. April 1808 zum Comte de Champmol.
Crétet trat am 1. Oktober 1809 aus Krankheitsgründen zurück und wurde durch Joseph Fouché ersetzt. Er starb am 28. November 1809 im Alter von 62 Jahren und wurde im Panthéon in Paris beigesetzt.